# Петунин, Иван Анисимович
Ива́н Ани́симович Пету́нин (17 декабря 1915, Клинцовка, Николаевский уезд, Самарская губерния, Российская империя — 11 марта 1974, Йошкар-Ола, Марийская АССР, РСФСР, СССР) — советский военный деятель. Участник боёв у озера Хасан (1938). В годы Великой Отечественной войны — командир стрелковой роты 35 запасной стрелковой бригады Забайкальского военного округа, лейтенант; командир стрелкового батальона 694 стрелкового полка 383 стрелковой дивизии 33 армии на 1 Белорусском фронте, капитан. Подполковник (1956). Член ВКП(б).

## Биография
Родился 17 декабря 1915 года в дер. Клнцовка ныне Пугачёвского района Саратовской области.
В июне 1937 года призван в Красную Армию: в 1938 году — участник боёв у озера Хасан, был тяжело ранен. Награждён медалью «За боевые заслуги».
В 1941 году вновь призван в армию. Участник Великой Отечественной войны: командир стрелковой роты 35 запасной стрелковой бригады Забайкальского военного округа, лейтенант; командир стрелкового  батальона 694 стрелкового полка 383 стрелковой дивизии 33 армии на 1 Белорусском фронте, капитан. Участвовал в боях за освобождение западных регионов России, Крыма, Польши, Германии. В наградных документах отмечался как умелый и расчётливый командир, имевший успехи за счёт хорошей выучки подразделений и тактических решений. Был трижды ранен. Награждён орденами Красного Знамени, Отечественной войны I степени, Александра Невского,  Кутузова III степени, Красной Звезды и медалями».
После войны командовал инженерно-строительными частями, подполковник (1956). В феврале 1957 года завершил военную службу. Награждён орденом Красной Звезды».
С 1957 года — сотрудник, секретарь парткома Йошкар-Олинского кирпичного завода «12 лет Октября».
Скончался 11 марта 1974 года в Йошкар-Оле, похоронен там же.

## Награды
- Орден Красного Знамени (14.05.1944)[4]
- Орден Отечественной войны I степени (04.12.1943)[4]
- Орден Александра Невского (17.09.1943)[4]
- Орден Кутузова III степени (10.02.1945)[4][5]
- Орден Красной Звезды (11.08.1943; 26.02.1953)[4]
- Медаль «За боевые заслуги» (25.10.1938)[2][3][4][7]
- Медаль «За освобождение Варшавы»[4]
- Медаль «За взятие Берлина»[4]
- Медаль «За победу над Германией в Великой Отечественной войне 1941—1945 гг.» (09.05.1945)[4]
- Медаль «За воинскую доблесть. В ознаменование 100-летия со дня рождения Владимира Ильича Ленина»[4]